# SC-SA-5
La SC-SA-5 es una carretera perteneciente a la Red de Carreteras Sin Clasificar de la Junta de Castilla y León que une la carretera  DSA-415  con la Estación de Ferrocarril de Robliza de Cojos.

## Origen y Destino
La carretera  SC-SA-5  tiene su origen en el término municipal de Robliza de Cojos en la intersección con la carretera  DSA-415 , y termina en la  Estación de Robliza de Cojos  formando parte de la Red de carreteras de Salamanca.